# Historia Żydów w Nowej Rudzie

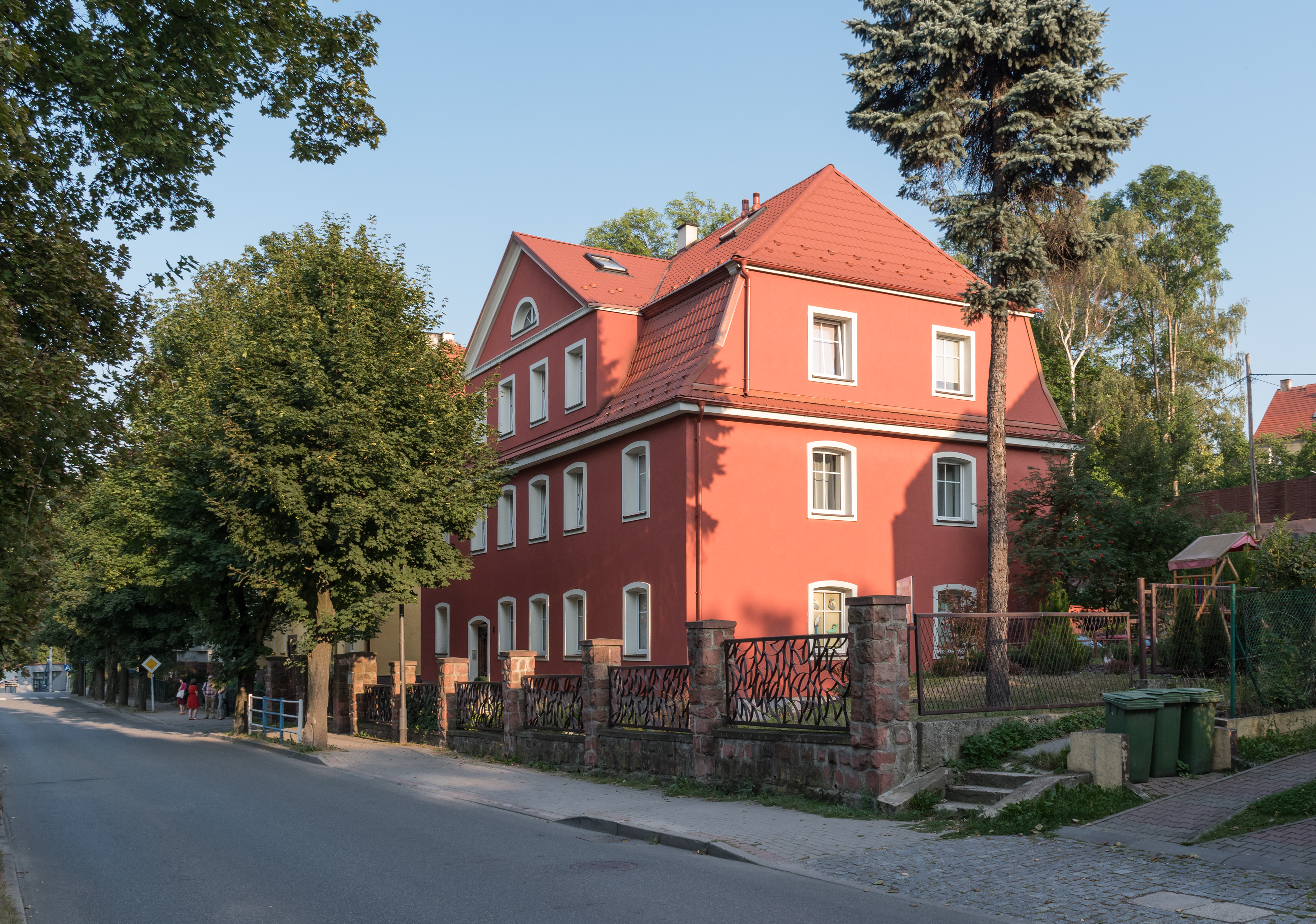
Budynek dawnej szkoły żydowskiej w Nowej Rudzie

Historia Żydów w Nowej Rudzie – historia niemieckich i polskich Żydów zamieszkujących Nową Rudę.

## Żydzi niemieccy
Historia obecności Żydów w Nowej Rudzie sięga XIV w. W latach 1347–1350 miejscowość była przedmiotem zastawu u kłodzkiego Żyda Schmoyela. Jednak w następnym wieku wskutek działalności i kazań Jana Kapistrana, znanego jako „bicz na Hebrajczyków”, doszło i tutaj do wystąpień antysemickich. Zmusiły one kłodzkich Żydów do opuszczenia miast. Jeśli się pojawiali, to tylko przejazdem w celach handlowych.
Sytuację zmienił edykt emancypacyjny Fryderyka Wilhelma III z 1812 r. Żydzi ponownie zamieszkali w Nowej Rudzie. W XIX w. liczba mieszkańców pochodzenia żydowskiego była niewielka: 4 (1849), 20 (1895), podobnie w XX w. 14 (1905), 20 (1925), co uniemożliwiało utworzenie gminy żydowskiej. Antysemickie ustawy norymberskie oraz wydarzenia nocy kryształowej 9 listopada 1938 r., w tym spalenie kłodzkiej synagogi, stanowiącej miejsce kultu Żydów z całej ziemi kłodzkiej, skłoniły część żydowskich mieszkańców do emigracji. Ci, którzy nie uciekli, wkrótce zostali deportowani do obozów koncentracyjnych.

## Przyjazd i obecność Żydów polskich
Po zakończeniu II wojny światowej w transportach repatriantów do Nowej Rudy zaczęli przybywać Żydzi. Proces ten rozpoczął się już na początku 1946 roku. Na teren powiatu kłodzkiego skierowano Żydów z obszaru Związku Socjalistycznych Republik Radzieckich, których osiedlano nie tylko w Nowej Rudzie, ale także w Dusznikach-Zdroju, Kłodzku, Ludwikowicach Kłodzkich oraz w Polanicy-Zdroju (wtedy Puszczykowie).

### Populacja. Spółdzielnie żydowskie
W sierpniu 1946 r. w powiecie kłodzkim mieszkało 3790 Żydów, w tym w Kłodzku 1630. W Nowej Rudzie w 1947 r. również mieszkała spora grupa 475 Żydów (231 mężczyzn i 244 kobiet), w tym 50 górników zatrudnionych w miejscowej kopalni węgla kamiennego.
W 1946 r. na obszarze powiatu funkcjonowało osiem spółdzielni żydowskich, w tym po trzy w Nowej Rudzie i Kłodzku oraz po jednej w Dusznikach-Zdroju i w Ludwikowicach Kłodzkich, w których w sumie pracowało 198 osób.

### Miejski Komitet Żydowski
Po przybyciu Żydów w miejscowościach na Dolnym Śląsku zaczęły powstawać Miejskie Komitety Żydowskie. Przewodniczącym MKŻ w Nowej Rudzie w okresie bezpośrednio powojennym był Henryk Goldberg, który w czasie podróży służbowej do Wałbrzycha, we wrześniu 1946 r., został postrzelony i zmarł miesiąc później wskutek odniesionych ran. Jego pogrzeb odbył się w Głuszycy. Obok MKŻ przy obecnej ul. Niepodległości 7/9 w maju lub czerwcu 1946 r. utworzono oddział Towarzystwa Ochrony Zdrowia Ludności Żydowskiej z ambulatorium i żłobkiem dla 30 dzieci.
W inwentarzu Wydziału Młodzieżowego Centralnego Komitetu Żydów w Polsce (sygnatura akt 303/XI) pod pozycją 142 (Nowa Ruda) znajdują się akta organizacyjne Miejskiego Komitetu Żydowskiego ; sprawozdania, w tym kasowe bursy; dane statystyczne; wykazy imienne wychowanków bursy i młodzieży pracującej; plan pracy bursy; spisy inwentaryzacyjne; natomiast pod pozycją 143 (Nowa Ruda) akta personalne, życiorysy wychowanków burs oraz indeks osób.

### Żydowska Szkoła Powszechna
Żydowska Szkoła Powszechna im. Szolema Alejchema z przedszkolem i półinternatem w Nowej Rudzie w latach 1946–1948 mieściła się przy ul. Żeromskiego 3. Bursa młodzieżowa dla osób w wieku 14–23 lat przy Miejskim Komitecie Żydowskim w Nowej Rudzie miała siedzibę w budynku przy ul. Kłodzkiej 7/9 (obecnie ul. Niepodległości klatka 7 i 9) i istniała przez kilka lat. W 1946 r. do szkoły żydowskiej w Nowej Rudzie uczęszczało 26 dzieci, których uczyło dwoje nauczycieli, natomiast w Ludwikowicach Kłodzkich działała szkoła z wykładowym językiem hebrajskim, ze 120 uczniami. Z półinternatu w 1946 r. korzystało 70 dzieci w wieku 3–17 lat pod opieką 11 osób (w tym 3 wychowawców, 2 pracowników administracji). Przedszkole istniało do 1949 r.

### Partie i organizacje żydowskie w Nowej Rudzie
- Ogólnożydowski Związek Robotniczy Bund
- Poalej Syjon
- Ichud, który prowadził kibuc do 1949 r. Jego członkami byli żołnierze WP
- Ha-Noar ha-Cijoni (organizacja młodzieżowa)
- Dror, organizacja prowadziła ośrodek produktywizacji[6].

## Schyłek obecności żydowskiej w Nowej Rudzie
Przez cały ten okres trwała jednocześnie masowa emigracja. Przyczynami była m.in. chęć łączenia rodzin, obawa, zwłaszcza części osób religijnych przed nadchodzącym ustrojem komunistycznym oraz strach po pogromie kieleckim w lipcu 1946 r. W wyniku paniki ok. 35 tys. Żydów opuściło Dolny Śląsk, udając się do tzw. Obozów dla osób przemieszczonych w Niemczech, Austrii i we Włoszech. W latach 1945–1948 w pobliskim Kłodzku działał obóz przejściowy Brichy, organizacji masowej i nielegalnej emigracji do Brytyjskiego Mandatu Palestyny. W grudniu 1949 r. władze państwowe zlikwidowały wszystkie partie i organizacje syjonistyczne. Żydowscy mieszkańcy regionu byli inwigilowani przez aparat bezpieczeństwa. W regionie mieszkało ok. 30 tys. Żydów, a wyemigrowało 11 tys.. Po wydarzeniach Października 1956 wyjechała również część żydowskich funkcjonariuszy władzy komunistycznej. Pozostała społeczność żydowska stopniowo odchodziła od judaizmu.